# Station Clandon
Clandon is een spoorwegstation van National Rail in West Clandon, Guildford in Engeland. Het station is eigendom van Network Rail en wordt beheerd door South Western Railway. 